# Nozomu Kato
Nozomu Kato (加藤 望, Kato Nozomu) est un footballeur japonais né le 7 octobre 1969.